# Margueritta sandyi
Margueritta sandyi là một loài chân đều trong họ Sphaeromatidae. Loài này được Bruce miêu tả khoa học năm 2003.